# Microgaster
Microgaster is een geslacht van insecten uit de familie van de schildwespen (Braconidae).

## Soorten
- M. abengouroui Risbec, 1951
- M. acilia Nixon, 1968
- M. adisurae Subba Rao & Sharma, 1960
- M. agama de Saeger, 1944
- M. alajensis (Telenga, 1955)
- M. albomarginata Fahringer, 1935
- M. alebion Nixon, 1968
- M. alvearifex (Schrank, 1781)
- M. ambositrensis Granger, 1949
- M. anandra de Saeger, 1944
- M. annulata Granger, 1949
- M. annulipesiduo Shenefelt, 1973
- M. areolaris Thomson, 1895
- M. asramenes Nixon, 1968
- M. atropa de Saeger, 1944
- M. auriculata (Fabricius, 1804)
- M. australis Thomson, 1895
- M. balearica Marshall, 1898
- M. bambeyi Risbec, 1951
- M. bekilyensis Granger, 1949
- M. berberidis Rudow, 1910
- M. biaca Xu & He, 1998
- M. bicolorinus Shenefelt, 1973
- M. blanchardi Muesebeck, 1958
- M. breviterebrae Xu & He, 2003
- M. brittoni Viereck, 1917
- M. bumbana de Saeger, 1942
- M. campestris Tobias, 1964
- M. canadensis Muesebeck, 1922
- M. carinicollis Cameron, 1905
- M. cariniger Granger, 1949
- M. caris Nixon, 1968
- M. cincticornis de Saeger, 1944
- M. cingulata Granger, 1949
- M. congregatiformis Viereck, 1917
- M. consors Nixon, 1968
- M. coronata de Saeger, 1944
- M. coxalis de Saeger, 1944
- M. crassicornis Ruthe, 1860
- M. chivensis (Telenga, 1955)
- M. chrysosternis (Tobias, 1986)
- M. chrysostigma (Tobias, 1964)
- M. debilitata Papp, 1976
- M. deceptor Nixon, 1968
- M. deductor Nixon, 1968
- M. desertorum (Telenga, 1955)
- M. detracta Walker, 1860
- M. discoidus Xu & He, 2000
- M. ductilis Nixon, 1968
- M. dudichi Papp, 1961
- M. duvauae Brethes, 1916
- M. earina Wilkinson, 1929
- M. elegans Herrich-Schaffer, 1838
- M. epagoges Gahan, 1917
- M. epectina de Saeger, 1944
- M. epectinopsis de Saeger, 1944
- M. erro Nixon, 1968
- M. euchthoniae Blanchard, 1939
- M. eupolis Nixon, 1968
- M. eurygaster (Cameron, 1911)
- M. famula Nixon, 1968
- M. femoralamericana Shenefelt, 1973
- M. ferruginea Xu & He, 2000
- M. fischeri Papp, 1960
- M. flaviventris Xu & He, 2002
- M. flavofacialis Granger, 1949
- M. fulvicrus Thomson, 1895
- M. fusca Papp, 1959
- M. gelechiae Riley, 1869
- M. gerulus (Papp, 1980)
- M. glabrior (Alexeev, 1971)
- M. glabritergites Xu & He, 2000
- M. globata (Linnaeus, 1758)
- M. gracilis Inanc, 1992
- M. grangeri Shenefelt, 1973
- M. gregaria (Schrank, 1781)
- M. guamensis Holmgren, 1868
- M. harnedi Muesebeck, 1922
- M. heterocera de Saeger, 1944
- M. himalayensis Cameron, 1910
- M. homocera de Saeger, 1944
- M. hospes Marshall, 1885
- M. hungarica Szepligeti, 1896
- M. hyalina Cresson, 1865
- M. indica Wilkinson, 1927
- M. insularis Hedqvist, 1965
- M. intercus (Schrank, 1781)
- M. kivuana de Saeger, 1944
- M. kuchingensis Wilkinson, 1927
- M. latitergum Song & Chen, 2004
- M. leechi Walley, 1935
- M. longicalcar Xu & He, 2003
- M. longicaudata Xu & He, 2000

- M. longiterebra Xu & He, 2000
- M. luctuosa Haliday, 1834
- M. magnifica Wilkinson, 1929
- M. mediosulcata Granger, 1949
- M. megaulax de Saeger, 1944
- M. memorata Papp, 1971
- M. meridiana Haliday, 1834
- M. messoria Haliday, 1834
- M. mexicana Cameron, 1887
- M. mikeno de Saeger, 1944
- M. mortuorum (Rossi, 1792)
- M. neglecta de Saeger, 1944
- M. nerione Nixon, 1968
- M. nigricans Nees, 1834
- M. nigricornis Motschoulsky, 1863
- M. nigromacula de Saeger, 1944
- M. nitidula Wesmael, 1837
- M. nixalebion Shaw, 2004
- M. nixoni Austin & Dangerfield, 1992
- M. nobilis Reinhard, 1880
- M. novicia Marshall, 1885
- M. noxia Papp, 1976
- M. obscuripennata You & Xia, 1992
- M. opheltes Nixon, 1968
- M. ostriniae Xu & He, 2000
- M. palpicolor de Saeger, 1944
- M. pantographae Muesebeck, 1922
- M. parvistriga Thomson, 1895
- M. peroneae Walley, 1935
- M. persimilis Wilkinson, 1929
- M. phthorimaeae Muesebeck, 1922
- M. pictipes Marshall, 1898
- M. pinos Cresson, 1865
- M. planiabdominalis You, 2002
- M. plecopterae Wilkinson, 1929
- M. plutocongoensis Shenefelt, 1973
- M. polita Marshall, 1885
- M. postica Nees, 1834
- M. primordialis Brues, 1906
- M. procera Ruthe, 1860
- M. pseudotibialis Fahringer, 1937
- M. psilocnema de Saeger, 1944
- M. pteroloba de Saeger, 1944
- M. punctithorax Xu & He, 2000
- M. ravus You & Zhou, 1996
- M. recusans Walker, 1860
- M. reticulata Shestakov, 1940
- M. ruandana de Saeger, 1944
- M. rubricollis Spinola, 1851
- M. ruficoxis Ruthe, 1858
- M. rufipes Nees, 1834
- M. rufithorax Granger, 1949
- M. rufotestacea Granger, 1949
- M. rugosicoxa Papp, 1959
- M. ruralis Xu & He, 1998
- M. scopelosomae Muesebeck, 1926
- M. semirufa de Saeger, 1944
- M. seyrigi Granger, 1949
- M. shennongjiaensis Xu & He, 2001
- M. steinbergi (Tobias, 1964)
- M. stenoterga de Saeger, 1944
- M. stictica Ruthe, 1858
- M. subcompleta Nees, 1834
- M. subcutanea (Linnaeus, 1758)
- M. subtilipunctata Papp, 1959
- M. subtorquata Granger, 1949
- M. sulcata de Saeger, 1944
- M. superba de Saeger, 1944
- M. sylleptae de Saeger, 1942
- M. szelenyii Papp, 1974
- M. taishana Xu, He & Chen, 1998
- M. tianmushana Xu & He, 2001
- M. tjibodas Wilkinson, 1927
- M. torquatiger Granger, 1949
- M. tortricis (Schrank, 1781)
- M. tremenda Papp, 1971
- M. tristiculus Granger, 1949
- M. turneri Wilkinson, 1929
- M. uliginosa Thomson, 1895
- M. utibilis Papp, 1976
- M. vacillatropsis de Saeger, 1944
- M. varicornis Rondani, 1872
- M. vulcana de Saeger, 1944
- M. wittei de Saeger, 1944
- M. yichunensis Xu & Chen, 2002
- M. yunnanensis Xu & He, 1999
- M. zhaoi Xu & He, 1997